# Rappresent
Rappresent je taneční formace, která se reprezentuje v současných tanečních stylech street dance a break dance. Působí v Karlových Varech a funguje už téměř 12 let.

## Historie
V roce 2003 se skupina zaregistrovala jako občanské sdružení.

## Aktivity skupiny
Tanečníci z Rappresent Crew pořádají taneční kurzy pro téměř pro každého. Vyučují základy stylů hip hop, new style, hype, house dance, lockin, poppin, krump a break dance. Účinkují také na komerčních tanečních show a v neposlední řadě na soutěžním poli tuzemském i zahraničním.

## Úspěchy
- bronzoví medailisté z MS 2004 (Austrálie / Adelaide)
- dvojnásobní mistři ČR 2008 (organizace CDO, SUT)[1]
- organizátoři jediného komplexního projektu v Západních Čechách: Time for "Street dance"! NOW
- finalisté prestižní soutěže Taneční skupina roku 2008